# Savion Glover
Savion Glover (Newark, 19 de noviembre de 1973) es un actor, coreógrafo y bailarín estadounidense, reconocido por protagonizar la película de Spike Lee Bamboozled, por hacer parte de la gira Timeless de Barbra Streisand y por su trabajo como coreógrafo en los dos largometrajes animados de Happy Feet. En 1996 ganó un Premio Tony a la mejor coreografía por el musical Bring in 'Da Noise, Bring in 'Da Funk.

## Filmografía destacada

### Cine
- 1988 - Driving Me Crazy
- 1989 - Tap
- 2000 - Bamboozled
- 2006 - Happy Feet
- 2011 - Happy Feet 2

### Televisión
- Shangri-La Plaza
- Sesame Street
- Dance in America: Tap!
- The Wall
- The Rat Pack
- Bojangles
- The Talk

## Premios
- 1996 - Premio Tony a la mejor coreografía por el musical Bring in 'Da Noise, Bring in 'Da Funk[6]
- 1992 - Premio Dance Magazine a la mejor coreografía